# Întâlnire la bal
Întâlnire la bal (grafiat la data lansării Întîlnire la bal, titlul original: în maghiară Gerolsteini kaland) este un film maghiar de comedie muzicală, realizat în 1957 de regizorul Zoltán Farkas, după opereta Marea Ducesă de Gerolstein (germ.: Die Großherzogin von Gerollstein, fr.: La Grande-Duchesse de Gérolstein) de Jacques Offenbach, al cărui libret a fost scris de Henri Meilhac și Ludovic Halévy.

## Distribuție
- Erzsébet Házy - marea ducesă Antonia
- Iván Darvas - marele duce Martin
- Manyi Kiss - Klotild
- Kamill Feleki - cancelarul Bumm Alfonz
- József Timár - Al’Paca
- Mária Lázár - Anastasia
- Ernő Szabó - șeful de poliție Argus
- Gyula Gózon - cârciumarul Federik
- Mari Szemes - Olivia
- Hédi Váradi - Marie
- Zoltán Basilides - conspirator
- Sándor Peti - gardian

## Legături externe
- Întâlnire la bal la Internet Movie Database